# Sportclub Kriens
Maillots
Actualités
Le Sport Club Kriens, plus souvent nommé "SC Kriens" est un club de football suisse basé dans la ville du même nom. Cette dernière est située dans l'agglomération de Lucerne.
Le club a été fondé en 1944 et joue en Promotion League depuis sa relégation pendant la saison 2021/22.
Huit équipes juniors appartiennent à la zone de football supérieure du SC Kriens, les FE13, FE14, U15 et U16 forment l'équipe de Suisse centrale avec les équipes de jeunes du FC Lucerne et de Zoug 94. Les couleurs principales du club sont le vert et le blanc.

## Historique
En 1920, des fans de football tentèrent pour la première fois de fonder un club de football. Cependant, le club n’a pas pu célébrer plus que son sixième anniversaire. En raison d'un projet de construction, le terrain de jeu a été exproprié et le club a été dissous.
Le club de sports sur gazon de Kriens a été fondé en 1931. Cependant, l'entreprise connut une nouvelle fois une mauvaise étoile, car avec le début de la Seconde Guerre mondiale, le terrain de jeu dut désormais servir de champ de pommes de terre et le club sportif fut dissous pour la deuxième fois. Une troisième tentative peu avant la fin de la guerre en 1944, la création du Kriens Sports Club, eut plus de succès.
Cependant, le club n'a célébré ses premiers succès qu'une quinzaine d'années plus tard avec une promotion en 2e division. Ils y sont restés pendant des années jusqu'à ce qu'ils soient promus en première ligue lors de la saison 1971/1972. Deux saisons plus tard, le SC Kriens accède pour la première fois à la deuxième ligue la plus élevée de Suisse, la NLB. Lors de la saison 1980/81, il y a eu un revers avec une relégation en première division. Ils y resteront pendant les neuf années suivantes, à l'exception de la saison 1986/87 (NLB). En 1990, le club revient à la NLB et le 12 juin 1993, le club parvient même à être promu en première division, la NLA. Ceci est suivi d'une relégation immédiate en NLB. Ils y resteront pendant trois ans avant d'obtenir une deuxième promotion dans la première ligue suisse.
La saison 1997/98 a débuté avec succès avec des victoires contre les Grasshoppers de Zurich et d'autres équipes de haut niveau, mais le ralentissement s'est poursuivi dans la seconde moitié de la saison. Cet envol se terminait également par une descente immédiate. Le club a joué en Challenge League jusqu'à la saison 2007/08, mais a ensuite été relégué en première division. Lors de la saison 2009/10, le SC Kriens jouera à nouveau en Challenge League après que l'équipe ait remporté tous les matchs du tour de promotion. Après avoir terminé 15e lors de la saison 2011/12, le SC Kriens a dû être à nouveau relégué, cette fois dans la nouvelle 1re Promotion de la Ligue. Après avoir été relégué de la Promotion League 2013/14 en première division, le SC Kriens a réussi à obtenir une promotion immédiate dans la Promotion League un an plus tard, à la fin de la saison 2014/15. Lors de l'avant-dernière journée de la saison 2017/18, le SC Kriens a obtenu une promotion en Challenge League après six ans d'absence.[1] Déjà neuf journées de match avant la fin de la saison 2021/22, le 19 mars 2022, la relégation du club en Promotion League était certaine. Malgré un nul 0-0 contre le FC Schaffhausen et donc le premier point après 14 défaites, l'écart avec la neuvième place était déjà de 28 points, ce qui signifiait que Kriens était à nouveau relégué après quatre ans en Challenge League.[2] Après la relégation, il y a eu un bouleversement majeur dans l'équipe et le staff.[3]
Au fil des années, de nombreux joueurs du SC Kriens ont accédé aux ligues supérieures. Il s'agit notamment de Fabio Coltorti (GC), Francisco Neri (YB), Mark Disler (FCS), Michel Renggli (GC), Thomas Häberli (YB), David Sène (maintenant entraîneur adjoint du Neuchâtel Xamax), Claudio Lustenberger (FCL), Gonzalo. Zárate (GC) et Valentin Stocker (FC Bâle).